# Alfonso Rafael González
Alfonso Rafael González (3 de octubre de 1945) es un luchador panameño. Compitió en peso mediano estilo libre masculino en los Juegos Olímpicos de 1964.

## Biografía
González estuvo en los Juegos Olímpicos de Tokio 1964, donde quedó eliminado en la eliminatoria en la categoría de 87 kg.Ganó la medalla de plata en los XI Juegos Centroamericanos y del Caribe. Medallista de bronce de los Juegos Bolivarianos de 1973.